# Memphis Blues (album)
Albums de Cyndi Lauper
Floor Remixes
(2009) Detour
(2016)
Singles
Memphis Blues est le onzième album studio de Cyndi Lauper, sorti en 2010 chez Downtown Records. Considéré comme une continuité de son retour en 2008, l'album a été nommé aux Grammy Awards 2010 et est sorti le jour de son 57e anniversaire, le 22 juin 2010. Selon le quotidien brésilien O Globo, l'album s'est vendu à 600 000 exemplaires dans le monde en novembre 2010. Memphis Blues a été élu le 7ème meilleur album de 2010 par le New York Post, et il est devenu l'album de blues le plus vendu, selon le magazine Billboard en 2010. Pour soutenir l'album, Cyndi a fait sa plus grande tournée, le Memphis Blues Tour, et a donné plus de 140 concerts.

## Historique
Cyndi a annoncé via son compte Twitter officiel en décembre 2009 qu'elle enregistrerait un album de blues. Des sessions ont eu lieu en mars 2010 aux studios Electraphonic à Memphis, Tennessee avec le producteur Scott Bomar, son collaborateur habituel William Wittman et les invités spéciaux B. B. King, Charlie Musselwhite, Ann Peebles et Allen Toussaint.

## Promotion
Elle a interprété des chansons de l'album sur le Late Show de David Letterman le 14 juin, sur The Joy Behar Show le 21 juin, The Howard Stern Show et The Ellen DeGeneres Show le 22 juin, Good Morning America le 23 juin et Live with Regis and Kelly le 24 juin, ainsi que sur The Early Show le 20 juillet, et finalement sur The Tonight Show avec Jay Leno le 30 août. 

## Réception commerciale
Memphis Blues a fait ses débuts au numéro un du classement américain Billboard Top Blues et au numéro 26 du Billboard officiel 200, avec des ventes de la première semaine moyennement réussies de plus de 16 000 exemplaires. L'album est le troisième de Cyndi en importance au Billboard 200 de sa carrière, derrière seulement ses deux premiers albums, She's So Unusual et True Colors. L'album est resté n ° 1 sur le palmarès Billboard Blues pendant treize semaines, totalisant 40 semaines en tout. Il s'est vendu à 76 000 exemplaires aux États-Unis en mai 2016. En 2011, il a reçu une double certification argent de l'Association des compagnies de musique indépendantes qui indiquait des ventes d'au moins 40 000 exemplaires dans toute l'Europe. 
Sept chansons de l'album sont classées dans le Top 25 du palmarès Billboard's Blues Digital Songs, dont "Crossroads" au numéro un.

## Chansons
| No  | Titre                                                                         | Invités                       | Durée |
| --- | ----------------------------------------------------------------------------- | ----------------------------- | ----- |
| 1.  | Just Your Fool                                                                | Charlie Musselwhite           |       |
| 2.  | Shattered Dreams                                                              | Allen Toussaint               |       |
| 3.  | Early in the Mornin                                                           | Allen Toussaint et B. B. King |       |
| 4.  | Romance in the Dark                                                           |                               |       |
| 5.  | How Blue Can You Get?                                                         | Jonny Lang                    |       |
| 6.  | Down Don't Bother Me                                                          | Charlie Musselwhite           |       |
| 7.  | Don't Cry No More                                                             |                               |       |
| 8.  | Rollin' and Tumblin'                                                          | Ann Peebles                   |       |
| 9.  | Down So Low                                                                   |                               |       |
| 10. | Mother Earth                                                                  | Allen Toussaint               |       |
| 11. | Crossroads                                                                    | Jonny Lang                    |       |
| 12. | Wild Women Don't Have the Blues (Titre bonus au Brésil et sur Amazon.com MP3) |                               |       |
| 13. | I Don't Want to Cry (Titre bonus au Brésil)                                   | Leo Gandelman                 |       |

## Personnel
- Cyndi Lauper – chant
- Ann Peebles – chant sur Rollin' and Tumblin'
- B.B. King – chant et guitare sur Early in the Mornin'
- Jonny Lang – chant et guitare sur How Blue Can You Get
- Charles Pitts - guitare
- Lester Snell – guitare
- William Wittman - basse
- Leroy Hodges – basse
- Allen Toussaint – claviers
- Howard Grimes – batterie
- Charlie Musselwhite - harmonica
- Marc Franklin – trompette
- Derrick Williams – saxophone ténor
- Kirk Smothers – saxophone baryton